# Iguaçu Velho
Iguaçu Velho é o local onde outrora se situava o centro de Vila Iguassu.

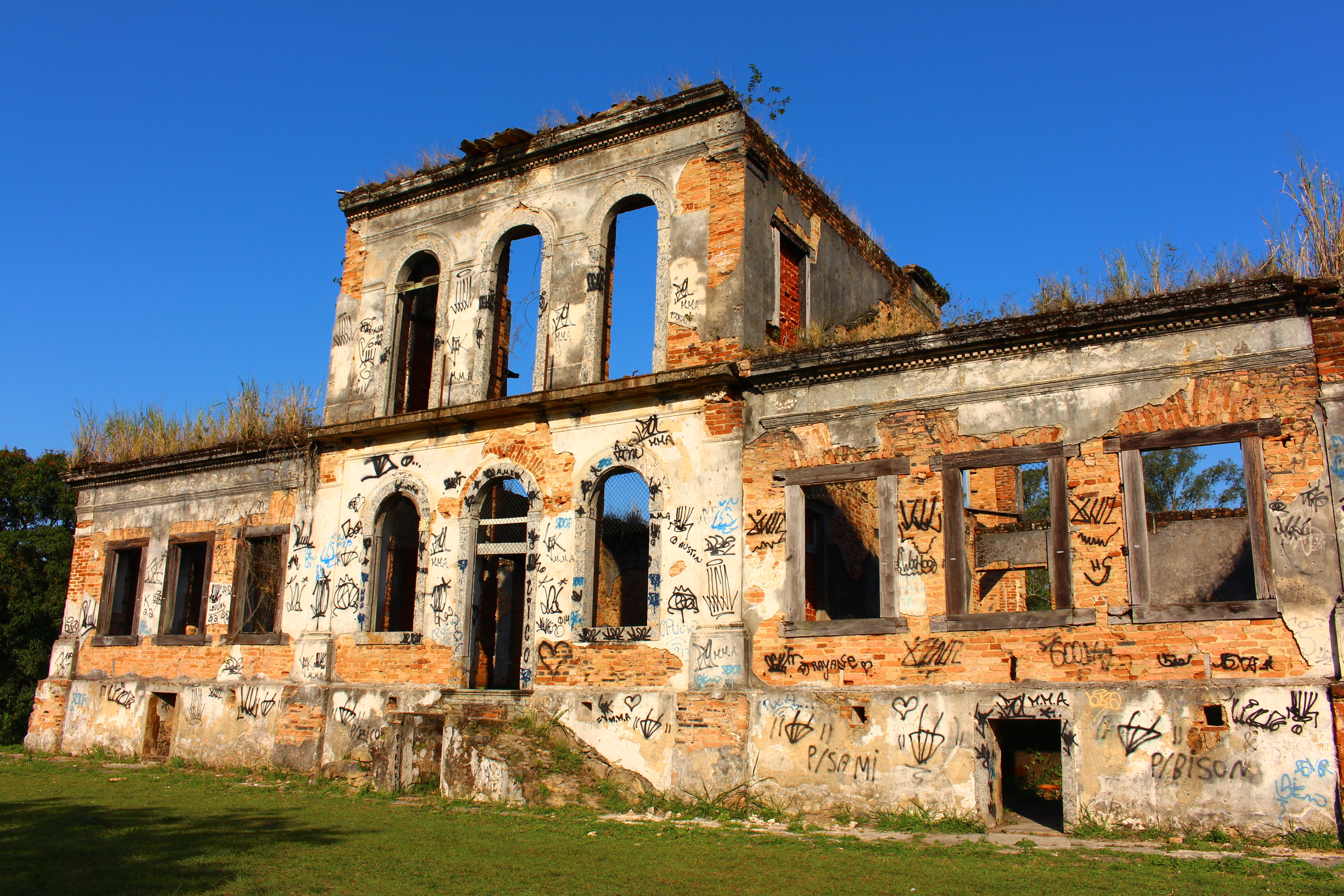
Ruínas da Fazenda São Bernardino.

Iguaçu Velho localiza-se entre os bairros de Vila de Cava e Tinguá.

## Delimitação
O bairro Iguaçu Velho começa no encontro do Rio Iguaçu com a Vala da Madame. O limite segue pelo leito da Vala da Madame, à montante, até a Estr. de Iguaçu Velho, segue por esta (incluída) até o Oleoduto Rio – Belo Horizonte, segue pelo eixo deste oleoduto até a Rua Cel. Bernardino de Melo, segue por esta (excluída) até a Rua Alvares Gonçalves, segue por esta (excluída) até a Rua Vitor Hugo, segue por esta (excluída) até a Rua Antônio Salema, segue por esta (excluída) até a Rua Padre Roma, segue por esta (excluída) até a Rua José de Anchieta, segue por esta (excluída) até a Rua Muniz Barreto, segue por esta (excluída) até o Canal do Paiol, segue pelo leito deste canal, à jusante, até o Rio Iguaçu, segue pelo leito deste rio, à jusante, até o ponto inicial desta descrição.

## História
Este bairro foi a primeira sede do município de Nova Iguaçu, à época chamada apenas de Iguassu.